# Great Glen (Leicestershire)
Great Glen est une paroisse civile et un village du Leicestershire, en Angleterre.